# Leōnidas Kokkas
Leōnidas Kokkas (in greco Λεωνίδας Κόκκας?; Kakavije, 3 giugno 1973) è un ex sollevatore greco di origine albanese medagliato olimpico e mondiale che ha gareggiato nella categoria dei pesi medio-massimi (fino a 91/94 kg.).

## Carriera
Leōnidas Kokkas nacque nel sud dell'Albania da una famiglia di etnìa greca. Cominciò a sollevare pesi a 15 anni e nel 1991, insieme ad altri sollevatori albanesi, quali Pyrros Dīmas, Leonidas Sabanis, Viktōr Mītrou, si trasferì in Grecia acquisendone la cittadinanza.
Dopo aver ottenuto buoni piazzamenti in competizioni internazionali, nel 1996 prese parte alle Olimpiadi di Atlanta, dove riuscì a vincere la medaglia d'argento nella categoria dei pesi medio-massimi (fino a 91 kg.) con 390 kg. nel totale, dietro al russo Aleksej Petrov (402,5 kg.).
Due anni dopo Kokkas vinse la medaglia di bronzo ai Campionati mondiali di Lahti 1998 nella riformata categoria dei pesi medio-massimi (fino a 94 kg.) con 392,5 kg. nel totale.
Nel 1999 vinse la stessa medaglia anche ai Campionati mondiali di Atene con 402,5 kg. nel totale.
Successivamente, un grave infortunio ad un ginocchio gli impedì di partecipare ai Giochi Olimpici di Sydney 2000.
Nel 2003 decise di ritirarsi dall'attività agonistica, proseguendo la sua carriera di ufficiale dell'Esercito greco.
Per un certo periodo è stato anche giudice di gara di sollevamento pesi.
Nel 2004 fu uno dei portabandiera olimpici alla cerimonia inaugurale delle Olimpiadi di Atene.